# Nazionale maschile di beach soccer di Mauritius
La nazionale di beach soccer di Mauritius rappresenta Mauritius nelle competizioni internazionali di beach soccer.

## Rosa
Aggiornata a 2011
| N. |                      | Ruolo | Calciatore            |
| -- | -------------------- | ----- | --------------------- |
| 1  | Mauritius (bandiera) | P     | Kevin Jean-Louis      |
| 2  | Mauritius (bandiera) | D     | Guillano Édouard      |
| 3  | Mauritius (bandiera) | D     | Christopher L'Enclume |
| 4  | Mauritius (bandiera) | D     | Jean-Marie Chavry     |
| 5  | Mauritius (bandiera) | C     | Jonathan Ernest       |
| 6  | Mauritius (bandiera) | C     | Ashley Lemince        |

| N. |                      | Ruolo | Calciatore         |
| -- | -------------------- | ----- | ------------------ |
| 7  | Mauritius (bandiera) | C     | Gravel Azie        |
| 8  | Mauritius (bandiera) | C     | Kelly Mariva       |
| 9  | Mauritius (bandiera) | A     | David Azie         |
| 10 | Mauritius (bandiera) | A     | Stéphane Arthée    |
| 18 | Mauritius (bandiera) | A     | Jonathan Moutou    |
| 11 | Mauritius (bandiera) | P     | Kingsley Mitraille |

Allenatore: Eddy Rose